# Suchý vrch (1268 m)
Suchý vrch (1268 m) – szczyt w tzw. Krywańskiej części Małej Fatry w Centralnych Karpatach Zachodnich na Słowacji. Znajduje się w południowym grzbiecie Stoha (1605 m). Grzbiet ten poprzez Žobrák (1308 m) i  Suchý vrch opada nad przełom Wagu w Królewianach, oddzielając Dolinę Bystrička na wschodzie od Doliny Szutowskiej (Šútovská dolina) na zachodzie. Biegnie nim dział wodny między Wagiem i Orawą: Dolina Szutowska jest w zlewni Wagu, Bystrička w zlewni Orawy.
Wschodnimi stokami Suchego vrchu, omijając jego wierzchołek, prowadzi leśną drogą znakowany szlak turystyczny, kilkakrotnie przekraczając jary potoków spływających do Doliny Bystrička. Przy ostatnim z tych jarów znajduje się obudowana studzienka, z której można pobrać wodę. Jest to już najwyżej położone źródełko przy tym szlaku. 
Suchý vrch jest zalesiony, więc pozbawiony widoków. Nieduża polana z widokiem na zachód znajduje się w połowie odległości pomiędzy nim a Žobrákiem, poniżej nienazwanego wierzchołka 1152 m. Północno-zachodnie, opadające do Doliny Szutowskiej  stoki Suchego vrchu wchodzą w skład rezerwatu przyrody Šútovská dolina.

## Szlak turystyczny
Kraľovany – Suchy vrch – Žobrák – Stoh (3.30 h). Różnica poziomów ok. 1000 m.

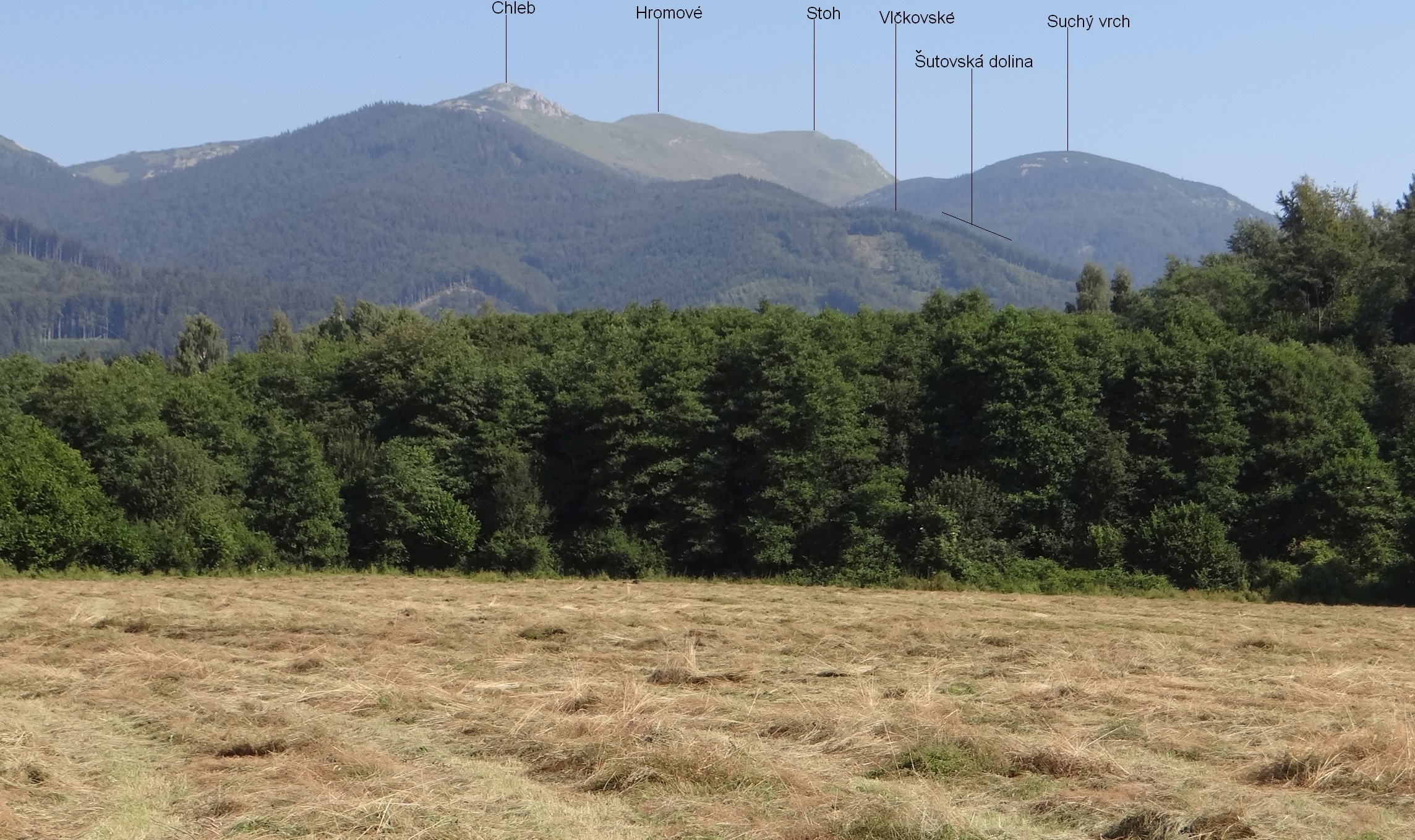
Widok z Trusalovej